# سمیح کیلیچسوی
سمیح کیلیچسوی (انگلیسی: Semih Kılıçsoy؛ زادهٔ ۱۵ اوت ۲۰۰۵) بازیکن فوتبال اهل ترکیه است که در حال حاضر برای باشگاه فوتبال بشیکتاش بازی می‌کند. 
وی همچنین در تیم‌های ملی فوتبال زیر ۱۷ سال ترکیه، زیر ۱۹ سال ترکیه و زیر ۲۱ سال ترکیه بازی کرده است.